# Vinež
Vinež je naselje u Republici Hrvatskoj, u sastavu Grada Labina, Istarska županija. 

## Povijest
Današnji Vinež obuhvaća i nekoliko nekadašnjih zaselaka, a najstarijim dijelom Vineža smatra se zaseok "Storo selo" ili "Bohkovo selo". Naziv potječe od porodice Štemberga koja se tu nastanila iz Tirola, a obiteljski nadimak bio im je Bohki. O podrijetlu ove porodice pisao je lokalni publicist Herman Stemberger. Snažniji razvoj Vineža krenuo je krajem 19. stoljeća kada se otvara rudarsko okno. Bilo je to 1879. godine. Za potrebe rudnika, izgrađeno je stambeno naselje i rudarska bolnica. Početkom 20.stoljeća u Vinežu je postojalo više gostionica, krojačkih i postolarskih radionica, prodavaonica hrane, mesnica i dr. U njemu je započeo najpoznatiji štrajk rudara na Labinštini: 2. ožujka 1921. od rudarskog okna (kasnije je trg gdje je bilo okno prozvan »Krvova placa«) krenula je prema Labinu velika kolona rudara. Taj je događaj u suvremenoj povijesti poznat pod nazivom Labinska republika, a trajao je nešto više od mjesec dana dok nije suzbijen. Godine 1928. rudarsko je okno zatvoreno. U II. svjetskom ratu Vinež je bio poznato antifašističko uporište. Danas je Vinež dio labinske aglomeracije, od društvenih sadržaja ima osnovnu školu (od 1. do 4. razreda), vrtić, mjesni dom (Dom kulture "Riko Milevoj"), medžlis, nogometno igralište, sportsko i dječje igralište, te boćalište.

## Zemljopisni položaj
Vinež se dotiče s naseljem Labin s kojim čini aglomeraciju. Osim toga, Vinež graniči s područjima naselja Sveti Bartul, Marciljani, Cere i Vrećari. Udaljen je 5 km od ljetovališta Rabac. Kroz Vinež prolazi županijska cesta, s koje se račvaju ceste lokalnog značaja prema Snašići i prema Veli Golji. Naselje Vinež obuhvaća zaseoke poput Kolcić Brega, Viškovići i Ladenci. Najbliža zračna luka u Puli udaljena je 40 km, najbliža pruga je Lupoglav-Pazin-Pula, najbliže trajektno pristanište je Brestova (za otok Cres). Najbliža gospodarska luka je Bršica.    

## Stanovništvo
Prema popisu stanovništva iz 2001. godine, naselje je imalo 1163 stanovnika te 406 obiteljskih kućanstava.
| broj stanovnika |       |       | 159   | 373   | 425   | 465   |       |       | 984   | 922   | 955   | 1150  | 911   | 1048  | 1163  | 1219  | 1172  |
|                 | 1857. | 1869. | 1880. | 1890. | 1900. | 1910. | 1921. | 1931. | 1948. | 1953. | 1961. | 1971. | 1981. | 1991. | 2001. | 2011. | 2021. |

## Gospodarstvo
Na Vinežu je u preteklih dva desetljeća niknula nova poduzetnička zona u kojoj je zaposlenje pronašlo nekoliko stotina radnika. Tu se nalaze proizvodni pogoni kao što su Carel Adriatic, Bibetech, Euronewpack Alba, Novation Tech, MCZ i Danieli Systec. Prije nekoliko godina iz zone je odselio Benetton (tvornicu je preuzeo Carel Adriatic). Na Vinežu se nalazi i upravna zgrada komunalnog poduzeća 1.MAJ. Danas na Vinežu posluju dvije manje trgovine i tri ugostiteljska objekta. Postoje i razni obiteljski obrti i poduzeća, a među najznačajnijim proizvodnim obrtima su Derossi Metali i Artea Grafika. 

## Šport
- NK Iskra - nogometni klub
- BK Iskra - boćarski klub (ugašen)
- PK Rudar - pikado klub

Kao zanimljivost treba spomenuti da se nogometno igralište NK Iskre formalno nalazi na području naselja Labin, iako je sjedište kluba na Vinežu.

## Kultura
Na Vinežu je osnovana udruga građana "Karvova placa - Vinež - Labinska republika 1921." Skraćeni naziv udruge je "Karvova placa Vinež".

## Znamenite osobe
- Daniel Načinović - pjesnik, prozaik, esejist, novinar i prevoditelj
- Valner Franković - rukometaš, s hrvatskom reprezentacijom 1996. godine osvojio zlatnu medalju na OI Atlanta 1996.